# 雅克一世 (賽普勒斯)
雅克一世（法語：Jacques de Lusignan，1334年—1398年9月9日），賽普勒斯國王，1382年至1398年在位。

## 家庭
1365年，雅克與不倫瑞克-格魯本哈根的海爾維絲結婚，兩人共有6子4女：
1. 雅努斯（Janus）
2. 菲利普（Philip）
3. 亨利（英语：Henry of Lusignan）
4. 奧多（Odo）
5. 圭伊（Guy）
6. 艾絲齊法（Eschiva）
7. 于格（英语：Hugues Lancelot de Lusignan）
8. 瑪麗（英语：Mary of Lusignan, Queen of Naples）
9. 阿格尼絲（Agnes）
10. 伊莎貝拉（Isabella）